# Fuerza País

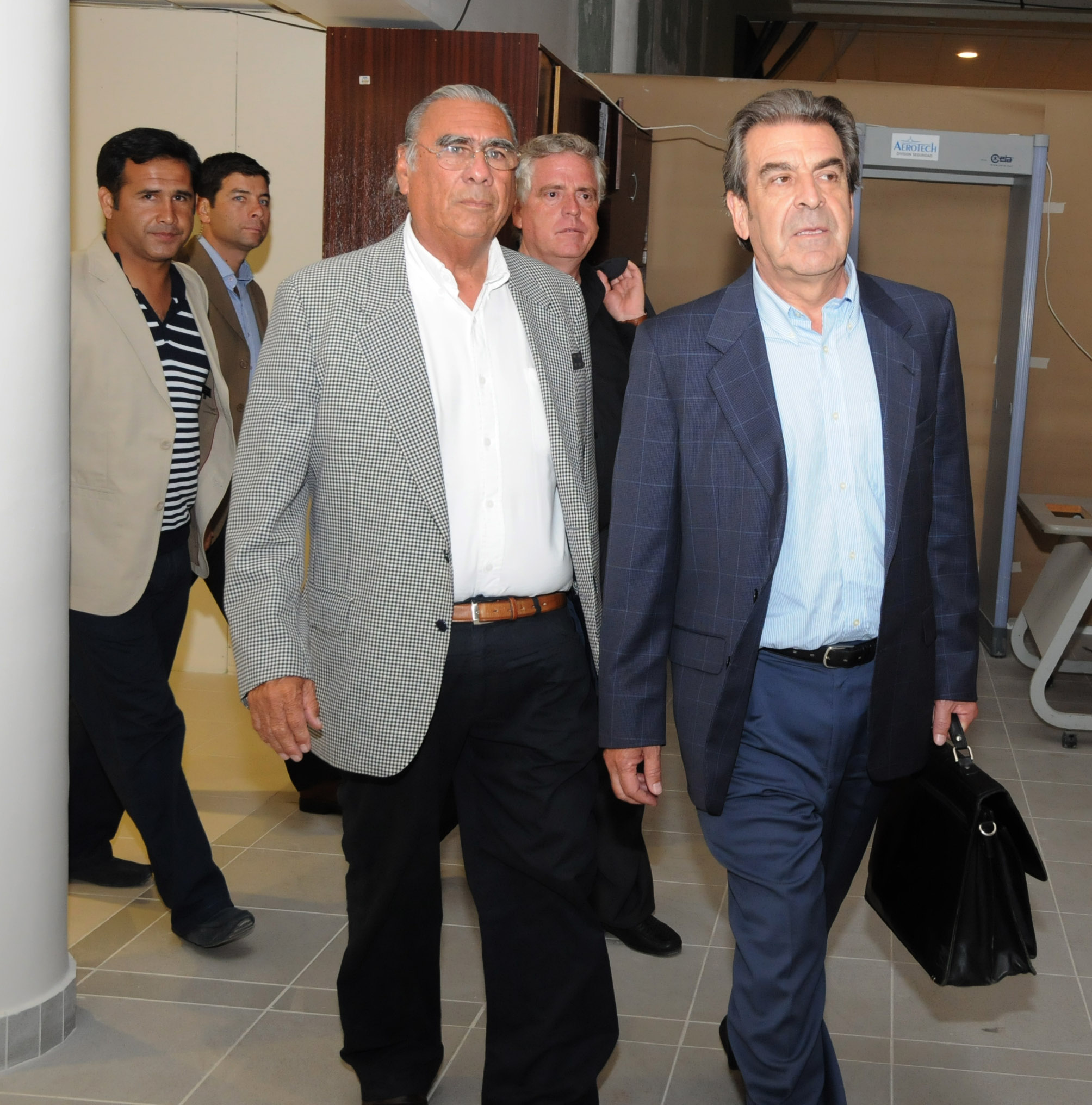
El líder de Fuerza País, Jorge Soria, junto al entonces candidato presidencial Eduardo Frei Ruiz-Tagle, en 2009.

Fuerza País (FP) fue un partido político chileno de carácter regionalista y con ámbito de acción en el Norte Grande del país. Tuvo existencia entre 2007 y 2010.

## Historia
Nació por iniciativa del exalcalde de Iquique, Jorge Soria, y fue creado el 30 de noviembre de 2007. Estuvo inscrito en las regiones de Arica y Parinacota, Tarapacá y Antofagasta.
Para las elecciones parlamentarias de 2009 conformaron el pacto Chile Limpio. Vote Feliz con el Movimiento Amplio Social (MAS) y el Partido Regionalista de los Independientes (PRI), mientras que en la elección presidencial no presentaron candidato propio, sino que dieron su apoyo a Eduardo Frei Ruiz-Tagle (candidato de la Concertación).
Fue declarado disuelto el 22 de abril de 2010 por resolución del Servicio Electoral de Chile. Varios de sus exmilitantes pasaron a formar parte de Fuerza del Norte, partido regionalista creado en 2011.

## Eslóganes de campaña
- Parlamentarias de 2009: «Unidos ahora»

## Resultados electorales

### Elecciones municipales
|  | 0,02 % |

|  | 0,02 % |